# Cañas (Hiszpania)
Cañas – gmina w Hiszpanii, w prowincji La Rioja, w La Rioja, o powierzchni 9,72 km². W 2011 roku gmina liczyła 93 mieszkańców.